# Кратер (военачальник)
Кра́тер (др.-греч. Κρατερός; после 370—321/320 годы до н. э.) — один из главных военачальников армии Александра Македонского, который участвовал практически во всех его военных кампаниях и основных сражениях от битвы при Гранике в Малой Азии до битвы при Гидаспе в Индии. Царь неоднократно поручал Кратеру командование своей армией, так как считал его одним из своих наиболее верных приближённых.
После смерти Александра он заключил союз с наместником Македонии Антипатром. Кратер помог ему победить восставших против македонской гегемонии греков в Ламийской войне. Во время первой войны диадохов погиб в битве у Геллеспонта с войском под командованием Эвмена.

## Биография

### Происхождение. Участие в походах Александра Македонского
Кратер происходил из знатного и богатого верхнемакедонского рода Орестиды. Согласно историку В. Хеккелю, родился несколько позднее 370 года до н. э., по мнению же П. Фора — около 360 года до н. э., в семье Александра и Аристопатры. Кроме Кратера, у пары был ещё как минимум один сын Амфотер. Кратер упомянут у позднеантичного историка философии Диогена Лаэртского в качестве македонского вельможи, который пригласил к себе знаменитого киника Диогена. Философ ответил, что «лучше … лизать соль в Афинах, чем упиваться в пышных застольях Кратера».
Поход Александра Кратер начал с битвы при Гранике 334 года до н. э. в качестве командующего фаланги педзетеров из Орестиды и Линкестиды Во время битвы при Иссе 333 года до н. э. Кратер уже командовал, хоть и подчинялся непосредственно Пармениону, всей пехотой левого фланга македонской армии. Затем Кратер спас Александра на львиной охоте возле Сидона. Во время осады Тира в 332 году до н. э. Александр Македонский перепоручил командование Кратеру и Пердикке, когда сам отправился в Аравию. Полиэн приводит историю, как тирийцы напали на занятых осадными работами македонян. Кратер приказал отступать. Когда он увидел, что тирийцы отошли на большое расстояние от береговой линии, то приказал перейти в наступление. Однако не все атаки тирийцев были безуспешными. Во время одной из них они смогли уничтожить осадные сооружения македонян. Во время морского штурма города Александр поручил Кратеру и Пнитагору командование левым крылом флота. Также Кратер руководил таксисом македонской армии на левом фланге под общим командованием Пармениона во время битвы при Гавгамелах.
Его первой самостоятельной задачей в качестве военачальника части македонской армии стало занятие возвышенностей, на которые, по мнению Александра, должны были бежать уксии. Впоследствии Александр стал поручать Кратеру командование крупными частями своей армии. Так, во время битвы у Персидских ворот Кратеру было поручено охранять лагерь, а после условного знака трубы начать штурм. Штурмовые отряды Александра тайными тропами обошли ущелье и напали на персидский лагерь, который находился у его выхода. Вторая атака со стороны Кратера повергла персов в панику, и они были полностью разбиты.
После взятия Персеполя Кратер с Парменионом тридцать дней руководили большей частью македонского войска и всем обозом, пока Александр с небольшим отрядом совершал поход во внутренние земли Персиды. Позднее Александр взял Кратера в поход из Экбатаны к Каспийским воротам. Когда Александр увидел возможность догнать и захватить Дария III, то он отобрал наиболее сильных и быстрых воинов, а командование оставшимся войском поручил Кратеру. В Гиркании Александр разделил свою армию на три части, одной из которых поручил командовать Кратеру. Именно эта треть направилась в земли тапуров на южном побережье Каспийского моря. Сатрап области Фрадат предпочёл не испытывать судьбу и сдаться. Впоследствии Кратер с Эригием доставил Фрадата к Александру. Также Кратер вёл осаду столицы ариев Артакоаны.
Кратер сыграл важную роль в предотвращении заговора Филоты. Согласно Плутарху, именно он первым донёс Александру о готовящемся на него покушении и привёл к нему наложницу Филоты Антигону, которая и сообщила о предательских разговорах своего любовника. Македонский царь не спешил принимать решение, однако через какое-то время, когда существование заговора подтвердилось из других источников, он собрал военный совет среди ближайших военачальников. На данном совете Кратер выступил первым с эффектной речью, которая и предрешила судьбу Филоты. Утверждение Квинта Курция Руфа, что таким образом Кратер, «скрыв свою ненависть под видом преданности царю», устранил конкурента, историк В. Хеккель считает недостоверным. На момент обсуждения «дела Филоты» Кратер уже занимал ведущие роли в армии Александра. Свидетельства о преданности военачальника своему царю содержатся и у других авторов, чтобы предполагать её напускной характер. Советские историки А. С. Шофман и И. Ш. Шифман подчёркивали, что после устранения отца Филоты Пармениона Кратер занял его место командира всей пехоты педзетеров. По мнению А. Б. Босворта, впоследствии именно Кратер приблизился к тому положению, которое занимал Парменион.
Во время походов в Бактрию и Согдиану Кратер, как ранее в Гиркании и Арии, руководил основными силами, в то время как Александр с небольшими отрядами выполнял особые задачи. Так, когда Александр шёл по руслу руки Яксарт, Кратер руководил осадными работами возле главного города области Кирополя. Во время штурма, уже под командованием Александра, Кратер был ранен. Историкам ничего не известно о роли Кратера в походе на скифов. Военачальник участвовал в военном совете перед началом похода, но никак не упомянут в связи с происходившими во время него событиями. По всей видимости, Кратера оставили руководить армией, которая в походе не участвовала.
Когда Александр узнал о гибели македонского войска у Политимета, то поспешил на юг с наиболее мобильными отрядами, приказав Кратеру следовать за ним с основным войском. Весной 328 года до н. э. Александр покинул с частью войска Бактрию, оставив отряды Полиперхона, Аттала, Горгия и Мелеагра под командованием Кратера с приказом предотвратить возможное восстание. По одной из версий, он покорил Маргиану, основал в области очередную Александрию и несколько укреплений, а затем вернулся в Бактрию. В то время как Александр покорял Согдиану, Кратер оттеснил массагетов под командованием Спитамена в пустынные земли. После окончательного поражения массагетов и гибели Спитамена Кратер присоединился к основной армии Александра. Победы Кратера имели не столько военное, сколько моральное значение, так как скифы имели славу непобедимых воинов.
В 327 году до н. э. Александр отправился в Бактрию. Кратер возглавил войско, которое включало, кроме его собственного таксиса, полки Алкеты, Полиперхона и Аттала, сына Андромена, в Паретакене. Область оставалась непокорённой. В ней продолжалось сопротивление македонянам, которым руководили военачальники Катан и Австан. Некоторое время спустя Кратер присоединился к Александру в Бактрии, откуда македонская армия направилась в Индию.
В начале лета 327 года до н. э. македонская армия начала поход в Индию. Вначале Кратер сопровождал Александра. Затем Александр отправился вперёд с мобильными отрядами своего войска, в то время как основная часть осталась под командованием Кратера. Военачальник прибыл к Александру в Андаку. Македонский царь повелел Кратеру остаться в регионе, чтобы покорить те города, которые продолжали оказывать сопротивление. После того как он выполнил задачи в Андаке, Кратер последовал в Аригей. Там Александр приказал своему военачальнику обнести город стеной и поселить в нём всех желающих, включая непригодных к продолжению военной службы македонян. После этого Кратер отправился к Александру, который находился в землях ассакенов. В Эмболиме Кратер получил новое задание — собрать как можно больше припасов для дальнейшего похода. В битве при Гидаспе с Пором Кратеру, согласно Арриану, было отведено важное задание — удерживать внимание армии врага, пока Александр осуществлял обходной манёвр. Кратер начал переправу через реку лишь тогда, когда войско Пора развернулось, чтобы принять бой с Александром. Переправа была завершена уже после победы македонян, и войско Кратера лишь приняло участие в преследовании отступавших индов. После сражения Кратер получил новые задания — заложить города Никия и Букефалы по обе стороны реки, а затем укрепить столицу владений Мусикана.
В 325 году до н. э. Александр отправил армию под верховным командованием Кратера, в которую входили таксисы Аттала, сына Андромена, Мелеагра и Антигена, через земли арахотов и зарангов в Карманию. По пути Кратер подавил мятежи в этих областях и захватил лидера повстанцев Ордана, которого затем доставил к Александру.
Историки отмечают, что Александр часто разделял своё войско, по всей видимости, для ускорения завоеваний. Военачальником одной из частей в большинстве случаев назначали Кратера. В некоторых случаях разделение войска, по мнению В. Хеккеля, позволяло избегать конфликтов между военачальниками. Так, во время спуска к устью Инда войсками, которые двигались на разных берегах руководили Кратер и его враг Гефестион. Российский историк А. А. Клейменов считает данную версию недостоверной, так как параллельные марши по берегам Инда осуществлялись и после отбытия Кратера в Карманию.

### Возвращение в Македонию. Участие в Ламийской войне
В августе 324 года до н. э. Александр поручил Кратеру отвести в Македонию отряд из десяти тысяч ветеранов. Военачальнику было поручено сменить Антипатра на должности наместника македонского царя в его европейских владениях. Антипатру следовало отправиться к Александру с войском новобранцев. Помощником Кратера был назначен Полиперхон. Арриан объясняет это плохим самочувствием Кратера. Если бы с ним что-то случилось, то его место должен был занять Полиперхон. Также Арриан передаёт слухи, которые объясняют такое решение Александра. Возможно, бессменный наместник Македонии попал в опалу из-за своих разногласий с матерью царя Олимпиадой. Таким образом Александр хотел прекратить многолетнюю ссору, в причинах которой особо не хотел разбираться. Возможно, македонский царь утратил доверие к своему наместнику и ожидал от него восстания. Квинт Курций Руф даже писал, что Кратеру было поручено умертвить Антипатра. Этой версии противоречит утверждение о том, что Антипатру надлежало привести пополнение в армию Александру. Если бы Антипатр действительно утратил доверие, а отношение царя к своему наместнику стало бы враждебным, то ему бы не доверили командование большим войском.
По мнению историка Ф. Шахермайра, Кратер идеально подходил на роль нового наместника Македонии. Верность военачальника не вызывала сомнений, он принадлежал к «старой» македонской знати и мог убедить жителей вотчины царя принять новый имперский порядок в государстве. Также, в отличие от Антипатра, Кратер соглашался признать за Александром статус бога на земле.
Путешествие Кратера было крайне неторопливым. К моменту смерти Александра в июне 323 года до н. э. он находился в Киликии. Историки выделяют несколько возможных причин такого промедления Кратера — болезнь, необходимость подавлять восстания в различных областях, вербовку солдат в азиатских сатрапиях, а также ожидание, что Антипатр сам покинет Македонию. Обращает на себя внимание отсутствие какой-либо реакции Александра на такое промедление в исполнении своих приказов. Македонский царь не терпел и крайне резко реагировал на их игнорирование. Соответственно, Александр не имел ничего против такого медленного путешествия Кратера либо находил его причины достаточно уважительными. Возможно, он сам и приказал Кратеру задержаться в Киликии. Данная неопределённость власти на вотчине Александра создавала зловещее ощущение зависимости от изменчивости настроения царя.
Непосредственно после смерти Александра возник вопрос относительно престолонаследника. Согласно предложению Пердикки, царём должен был стать ещё неродившийся сын Александра от Роксаны. Регентами с согласия матери становились Пердикка и Леоннат. Данное предложение было принято представителями конницы. Пехота, подстрекаемая Мелеагром, объявила царём слабоумного единокровного брата Александра Арридея. Конфликт был устранён соглашением о том, что в Македонии будет два царя и два регента — Пердикка и Мелеагр. Вскоре Мелеагр был убит, и Пердикка стал формальным правителем империи. При распределении власти между военачальниками Александра Антипатр получил в управление Македонию и Грецию. Таким образом, указ Александра о назначении Кратера наместником своих европейских владений был отменён. По условиям вавилонского раздела Кратер становился простатом (опекуном) слабоумного царя Филиппа III Арридея. Данная должность была формальной. Различия в обязанностях хилиарха (командира лейб-гвардии) и простата Филиппа III Арридея при командовании царским войском были нечёткими. К тому же Кратер находился далеко от Вавилона и соответственно не мог иметь реального влияния на своего подопечного.
Восстание греков и начало Ламийской войны перечеркнули все планы Кратера. Антипатр оказался в крайне сложном положении. Македонское войско было разбито в битве при Фермопилах, а его остатки осаждены в Ламии. Антипатр отправил к Кратеру, который на тот момент находился в Киликии, и к сатрапу Геллеспонтской Фригии Леоннату письма с просьбой о помощи.
Какое-то время Кратер находился в Киликии, однако затем прибыл в Македонию с десятью тысячами пехотинцами, тысячей персидских лучников и пращников и 1500 всадниками. Эти подкрепления переломили ход военных действий. Просьба о помощи включала, по всей видимости, предложение союза, который бы закрепила свадьба Кратера с дочерью Антипатра Филой. На тот момент женщина, после гибели своего супруга Балакра, находилась в Киликии. Ради женитьбы на Филе Кратер развёлся с Амастридой.
Во время Ламийской войны Кратер добровольно уступил командование Антипатру. После победы Кратер выступал за более жёсткие условия мира с Афинами, чем соглашался принять Антипатр. После Ламийской войны Антипатр с Кратером предприняли поход против этолийцев. Несмотря на первоначальные успехи, военачальники не смогли довести кампанию до победы, так как Пердикка решил объявить войну Антипатру. На этом фоне военный совет, в который входил и Кратер, принял решение заключить мир с этолийцами на любых приемлемых условиях.

### Сражение у Геллеспонта
Македонские военачальники отправили к военачальнику Пердикки Эвмену послов с предложением новых владений и мира, а также с увещеваниями не разрывать дружественных отношений с Кратером. Упомянутая Плутархом дружба между Кратером и Эвменом, по всей видимости, возникла на фоне общей неприязни к Гефестиону. Эвмен ответил, что с Антипатром никогда не примирится, но согласен помочь Кратеру. Тогда оба военачальника стали обдумывать планы дальнейших военных действий. В это время на их сторону перешёл Неоптолем. Он убедил Кратера возглавить войско, так как, по мнению Неоптолема, тот обладал непререкаемым авторитетом среди македонян, которые не будут воевать против своего бывшего военачальника.
Эвмен учёл популярность Кратера в войсках и выставил против руководимого им фланга отряды иноземной конницы, которыми руководили перс Фарнабаз и Феникс из Тенедоса. Когда Кратер увидел, насколько стремительно враг идёт в наступление, он обратился к Неоптолему с упрёками, заподозрив обман. Затем он вступил в битву. Во время сражения Кратер, согласно Плутарху, «не посрамил славы Александра — многих противников он уложил на месте, многих обратил в бегство». В конечном итоге он был ранен неким фракийцем. Кратер лежал на поле сражения, пока его не узнал Горгий, который спешился и приказал поставить возле умирающего военачальника стражу. Согласно Арриану, Кратера убил пафлагонец. В изложении Диодора Сицилийского, лошадь Кратера споткнулась, сам военачальник упал и был затоптан во время сражения. Гибель Кратера произвела удручающее впечатление на его воинов. Согласно Плутарху, Эвмен после сражения пришёл к умирающему Кратеру, «зарыдал, протянул в знак примирения руку и стал осыпать бранью Неоптолема. Он оплакивал судьбу Кратера и жалел самого себя, потому что был поставлен перед необходимостью либо погибнуть самому, либо погубить близкого друга». Согласно Диодору Сицилийскому, гибель Кратера с Неоптолемом привели к тому, что войско македонян утвердило смертный приговор Пердикке и пятидесяти его военачальникам. Смерть Пердикки и Кратера сделала необходимым новое перераспределение сатрапий в Македонской империи, которое прошло в Трипарадисе.
В историографии существуют различные датировки этих событий. Историки И. Г. Дройзен, П. Бриан и К. Ю. Белох считали, что сражение состоялось весной 321 года до н. э., а Р. Эррингтон, Э. Ансон и Е. Манни — весной 320 года до н. э.
Эвмен почтительно отнёсся к праху Кратера. Согласно Диодору Сицилийскому, он передал отослал останки военачальника Аристону, который через семь лет смог передать их вдове Кратера Филе для оказания соответствующих почестей и захоронения.

### Семья
В 324 году до н. э. Александр организовал массовое бракосочетание между македонскими военачальниками и солдатами со знатными персиянками. Женой Кратера стала дочь Оксафра и племянница Дария III Амастрида. Практически сразу после смерти Александра Кратер развёлся с женой и даже способствовал её новому браку с царём Гераклеи Понтийской Дионисием.
От второго брака с дочерью Антипатра Филой у Кратера родился сын, также Кратер, который в будущем стал военачальником и государственным деятелем. Сын этого Кратера Александр в III веке до н. э. правил Коринфом.

## Взаимоотношения с Александром Македонским. Оценки
Ведь любовь македонян к Кратеру … исключительна. Они строятся в боевой порядок и берутся за оружие при одном только виде его кавсии и при звуке его голоса. … Кратер пользовался огромным влиянием, и многие после смерти Александра желали видеть его правителем, памятуя, как часто из-за них он навлекал на себя немилость царя, сопротивляясь увлечению Александра всем персидским и защищая отеческие обычаи, которые приходили в упадок под воздействием роскоши и чванства.
Античные историки подчёркивают верность Кратера Александру. Арриан утверждал, что македонский царь считал Кратера «самым верным … и дорожил пуще глаза», Квинт Курций Руф — «Кратер будучи дороже царю многих друзей». Диодор Сицилийский и Плутарх передают легенду о том, что Александр при сравнении своих наиболее верных приближённых говорил: «Кратер любит царя, а Гефестион Александра». На почве верности к царю между Гефестионом и Кратером возникла вражда. В какой-то момент их ссора дошла до того, что они обнажили мечи. Александр сурово отчитал обоих — Гефестиона привселюдно, а Кратера с глазу на глаз. Также он пообещал, что при следующей ссоре убьёт самолично либо зачинщика ссоры, либо обоих. После этого оба военачальника стали избегать шуток друг над другом. Плутарх утверждал, что Кратер сохранил верность «отеческим нравам». В отличие от других военачальников, которые не принимали нового образа жизни в роскоши, Кратер оставался верным Александру и никак не обозначил своего несогласия с поведением царя. По всей видимости, замечания военачальника были сдержанными и тактичными, так как он до конца жизни сохранил любовь и уважение Александра. Так, именно Кратер представлял гетайров, которые после штурма города маллов просили царя без особой надобности не рисковать своей жизнью, так как этим он подвергает опасности не только себя, но и всю Македонию.
Согласно Плутарху, Кратер был одним из македонян, которым Александр писал письма по личным, не связанным с выполнением военных приказов, вопросам.
Историк Ф. Шахермайр охарактеризовал Кратера дельным и надёжным военачальником. Его не интересовали ни политика, ни роскошный образ жизни. Смысл жизни Кратера состоял в верной службе своему царю и превосходству над другими военачальниками. Именно этим историк объяснял противоречия, которые у Кратера возникали с Филотой и Гефестионом. Историк подчёркивал, что Кратер был не только «прямым солдатом», но и опасным осведомителем, который не гнушался привлекать для этой цели наложниц. Непригодность Кратера и других военачальников, которым поручили важные и ответственные посты в Македонской империи, к роли политических деятелей имела негативное влияние на судьбу всего государства.
По мнению И. Ш. Шифмана, Кратер, хоть и не во всём поддерживал Александра, считал своим долгом следовать всем приказам царя. В. Хеккель считал, что Кратер завоевал уважение как у царя, так и у рядовых солдат, благодаря редкому сочетанию преданности и военных способностей. В качестве же политика он практически никак себя не проявил.

## В искусстве
Плутарх описывает скульптурную группу в Дельфах, которая была посвящена львиной охоте Александра: «Медные статуи льва, собак, царя, вступившего в борьбу со львом, и самого Кратера, бегущего на помощь, созданы частью Лисиппом, частью Леохаром». Также её упоминает Плиний Старший. Сама группа не сохранилась. Археологи обнаружили лишь посвятительную надпись к ней. Точное время посвящения, сделанного за отца Кратером-младшим, датируют началом III века до н. э. Сопоставляя годы жизни Лисиппа и датировку надписи, можно сделать вывод, что между созданием скульптур и их посвящением в Дельфы прошло достаточно много времени.
По всей видимости, сюжет дельфийского памятника нашёл отображение на мозаике в «Доме Диониса» в Пелле. Также сюжет львиной охоты Александра и Кратера поместили на саркофаге Александра.
Афиней упоминает о существовании написанного Алексином пеана в честь Кратера, который исполняли в Дельфах в сопровождении лиры. Возможно, его создание каким-то образом связано с посвящением скульптурной группы Кратером-младшим в храмовый комплекс. В эпоху эллинизма получил развитие эпистолярный стиль литературного творчества. Страбон упоминает о письме Кратера матери, в котором содержится рассказ о том, как он вместе с войском Александра достиг Ганга. Само письмо представляет выдумку литератора и до сегодняшнего дня не сохранилось.
Кратер изображён в фильме Оливера Стоуна «Александр» 2004 года. Полководца сыграл английский актёр Р. Макканн.

### Исследования
- Гафуров Б. Г., Цибукидис Д. И. Александр Македонский и Восток. — М.: Наука, 1980.
- Дройзен И. Г. История эллинизма. — Ростов-на-Дону: Феникс, 1995. — Т. 2. — 544 с. — ISBN 5-85880-079-3.
- Кембриджская история древнего мира / под редакцией Д.-М. Льюиса, Дж. Бордмэна, С. Хорнблоуэра, М. Оствальда. Перевод, научное редактирование, примечания А. В. Зайкова. — М.: Ладомир, 2017. — Т. VI. Четвёртый век до нашей эры. Второй полутом. — 720 с. — ISBN 978-5-86218-542-3.
- Клейменов А. А. Полководческое искусство Александра Македонского: использование автономных боевых соединений. Диссертация на соискание учёной степени доктора исторических наук / Научный консультант: д. и. н., проф. Н. И. Винокуров. — Тула, 2019.
- Кошеленко Г. А., Гаибов В. А. Судьбы сатрапов востока. Эпоха Александра Македонского // Проблемы истории, филологии, культуры. — 2007. — № 17. — С. 202—222. — ISSN 2658-316X.
- Кошеленко Г. А., Гаибов В. А., Бадер А. Н. Александр Македонский в Маргиане // Вестник древней истории. — М.: Наука, 2000. — № 1.
- Кузьмин Ю. Н. Кратер — брат царя Антигона: биография на фоне эпохи // Античный мир и археология. — Саратов, 2006. — Вып. 12. — С. 79—94.
- Маринович Л. П. Глава 4. Конец классической Греции (Ламийская война) // Эллинизм: экономика, политика, культура. — М.: Наука, 1990. — С. 103—140.
- Михайлов В. Б. Начало политической деятельности Эвмена из Кардии // Гуманитарные и юридические исследования. — Краснодар: Северо-Кавказский федеральный университет, 2021. — № 1. — С. 61—66. — ISSN 2409-1030. — doi:10.37493/2409-1030.2021.1.8.
- Самохина Г. С. Семьдесят лет научной дискуссии: к хронологии эпохи диадохов // Мнемон: исследования и публикации по истории античного мира. — СПб.: Филологический факультет СПбГУ, 2006. — С. 511—542. — ISSN 1813-193X.
- Фор П. Повседневная жизнь армии Александра Македонского. — М.: Молодая гвардия, 2008. — 368 с. — (Живая история: Повседневная жизнь человечества). — ISBN 978-5-235-03028-2.
- Шахермайр Ф. Александр Македонский. — Ростов-на-Дону: Феникс, 1997. — 576 с. — ISBN 5-85880-313-Х.
- Шифман И. Ш. Александр Македонский / ответственный редактор Э. Д. Фролов. — Л.: Наука, 1988. — ISBN 5-02-027233-7.
- Шофман А. С. Восточная политика Александра Македонского / Печатается по постановлению редакционно-издательского совета Казанского университета. Отв. редактор В. Д. Жигунин. — Казань: Издательство Казанского университета, 1976. — 520 с.
- Шофман А. С. Распад империи Александра Македонского / Печатается по постановлению редакционно-издательского совета Казанского университета. Отв. редактор В. Д. Жигунин. — Казань: Издательство Казанского университета, 1984. — 224 с.
- Anson E. Eumenes of Cardia. A Greek among Macedonians (англ.). — 2nd. — Brill, 2015. — Vol. 383. — (Mnemosyne Supplements, History and Archaeology of Classical Antiquity). — ISBN 978-90-04-29717-3.
- Billows R. Antigonos the One-eyed and the Creation of the Hellenistic State (англ.). — Berkeley; Los Angeles; London: University of California Press, 1997. — ISBN 0-520-06378-3.
- Heckel W. Craterus // Who's Who in the Age of Alexander the Great: Prosopography of Alexander's Empire (англ.). — Malden; Oxford; Carlton: Blackwell Publishing, 2006. — P. 95—99. — ISBN 1-4051-1210-7.
- Heckel W. Alexander’s Marshals. A study of the Makedonian aristocracy and the politics of military leadership (англ.). — 2nd. — London; New York: Routledge, 2016. — ISBN 978-1-138-93469-6.
- Heckel W. Who's Who in the Age of Alexander and his Successors. From Chaironea to Ipsos (338—301 BC) (англ.). — Barnsley: Greenhill Books, 2021. — 554 p. — ISBN 978-1-78438-648-1.
- Pitt E. M., Richardson W. P. Hostile Inaction? Antipater, Craterus and the Macedonian Regency (англ.) // The Classical Quarterly. — Cambridge: Cambridge University Press, 2017. — Vol. 67, iss. 1. — P. 1—11. — ISSN 0009-8388. — doi:10.1017/S0009838817000301.